# Îles Miyako
Pour les articles homonymes, voir Miyako.

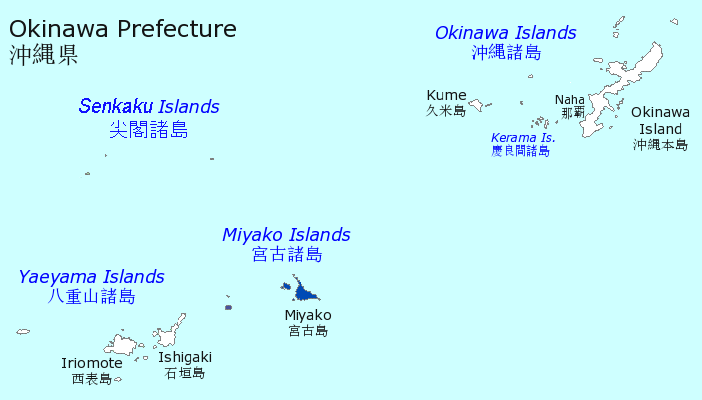
Situation des îles dans la préfecture d'Okinawa.

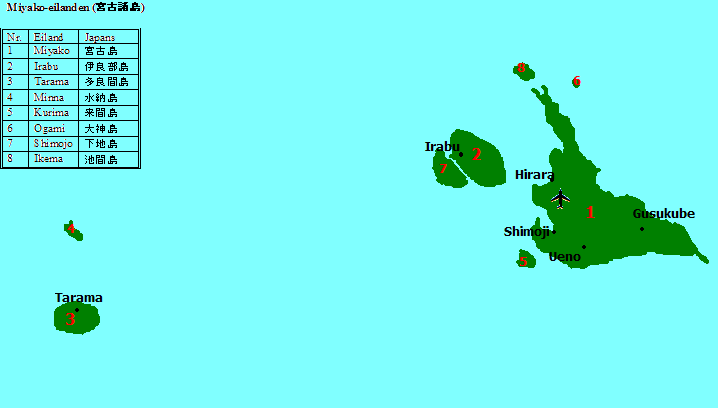
Composition des îles Miyako.

Les îles Miyako (宮古列島, Miyako rettō, littéralement « chaine d'îles Miyako ») ou archipel Miyako (宮古諸島, Miyako shotō) sont un groupe d'îles de la mer de Chine  orientale, situé au sud-ouest du Japon, faisant partie de l'archipel Sakishima, avec les îles Yaeyama à l'ouest et les îles Senkaku plus au nord, et donc de l'archipel Ryūkyū. Cet archipel est  localisé entre Okinawa Hontō, la grande île de l'archipel d'Okinawa et l'île de Taïwan.

## Géographie
Miyako comporte huit îles habitées : 
- Miyako-jima (宮古島?) : 159,26 km2[1],
- entourée par Ikema-jima (池間島?, 2,83 km2) et Ōgami-jima (大神島?, 0,24 km2) au nord, Kurima-jima (来間島?, se lit aussi Kurema, 2,84 km2) au sud[1],
- à l'ouest on trouve accolées Irabu-jima (伊良部島?, 29,08 km2) et Shimoji-jima (下地島?, 9,54 km2)[1],
- et plus à l'ouest Tarama-jima (多良間島?, 19,75 km2) et Minna-jima (水納島?, 2,15 km2)[1].

## Histoire
Vers 2 200 ans avant l'ère commune, des populations néolithiques venues de Taiwan dans le mouvement d'expansion des populations de langue austronésienne, ont laissé dans l'archipel des traces archéologiques et quelques toponymes identifiables. En revanche, on ignore si l'expansion de populations de culture Jomon depuis l'île de Kyūshū vers Okinawa a franchi les quelque 250 km qui séparent Okinawa des îles Miyako. Toujours est-il que la langue miyakoise parlée dans l'archipel a des racines communes avec le japonais, ce qui fait remonter loin dans le passé les liens avec le Japon.
Les îles Miyako ont été tributaires du royaume de Ryūkyū, quasi-indépendant de 1429 à 1879, et dont le roi se reconnaissait vassal à la fois des Chinois et des Japonais, ce qui favorisait le commerce en temps de paix, mais pouvait aussi déboucher sur les conflits : en 1623, une flotte expéditionnaire de Kagoshima armée par le clan Shimazu s'empara des îles. La Chine de la dynastie Ming prohiba alors le commerce avec le Japon, ce qui n'empêcha pas les insulaires de le poursuivre, mais clandestinement.
Un tsunami important s'est produit en 1771, dont les traces sont encore visibles à plusieurs endroits.
En 1879, le gouvernement Meiji de l'empire du Japon intégra l’archipel dans le système administratif impérial.
À la fin de la Seconde Guerre mondiale, les îles Miyako sont placées sous l'autorité directe du gouverneur militaire américain de Naha. En 1972, l'archipel revient sous contrôle japonais, mais reste une zone aux règles militaires complexes (les autorités militaires américaines gardent sur l'espace aérien un droit de contrôle très contesté). Des problèmes géopolitiques liés à la proximité avec la Chine sont toujours présents : en septembre 2016, des avions militaires chinois ont emprunté sans autorisation le couloir aérien international de Miyako.

## Administration
Les îles Miyako forment la sous-préfecture de Miyako (宮古支庁, Miyako shichō) dans la préfecture d'Okinawa. La sous-préfecture est divisée en deux entités :
- la ville de Miyakojima (宮古島市, Miyakojima-shi?), répartie sur les îles Miyako-jima, Ikema-jima, Ōgami-jima, Kurima-jima, Irabu-jima et Shimoji-shima : 54 720 habitants en 2012[1] ;
- le district de Miyako (宮古郡, Miyako-gun?), composé de l'unique village de Tarama (多良間村, Tarama-son?), sur les îles Tarama-jima et Minna-jima : plus de 1 303 habitants en 2012[1].

## Culture
Il existe dans l'archipel ou à propos de celui-ci des débats identitaires : certains habitants de l'archipel principal du Japon estiment que les habitants des îles du Sud-Ouest ne sont pas de « vrais » Japonais mais des Ryukyuans. Durant la phase d'expansion du Japon Shōwa, le gouvernement imposa par la coercition le passage à la langue japonaise standard et l'abandon du miyakois (qui fait partie des langues ryūkyū), aujourd'hui très minoritaire. De plus, les autochtones se plaignent parfois de l'indifférence économique du gouvernement central (la région est une des plus pauvres du Japon).
L'archipel a développé sa propre race chevaline.